# Kanton Doulaincourt-Saucourt
Kanton Doulaincourt-Saucourt (fr. Canton de Doulaincourt-Saucourt) byl francouzský kanton v departementu Haute-Marne v regionu Champagne-Ardenne. Tvořilo ho 12 obcí. Zrušen byl po reformě kantonů 2014.

## Obce kantonu
- Cerisières
- Domremy-Landéville
- Donjeux
- Doulaincourt-Saucourt
- Gudmont-Villiers
- Mussey-sur-Marne
- Pautaines-Augeville
- Roches-Bettaincourt
- Rouécourt
- Rouvroy-sur-Marne
- Saint-Urbain-Maconcourt
- Vaux-sur-Saint-Urbain